# ГЕС Фуніл (Параїба-ду-Сул)
ГЕС Фуніл (порт. Usina Hidrelétrica de Funil) — гідроелектростанція на сході Бразилії у штаті Ріо-де-Жанейро. Знаходячись між малою ГЕС Queluz (вище по течії) та ГЕС Simplício/Anta, входить до складу каскаду на річці Параїба-ду-Сул, яка, відділена від Атлантики прибережним хребтом, тривалий час тече у північно-східному напрямку, минає Ріо-де Жанейро та впадає в океан за 250 км далі на схід від останнього міста. Можливо відзначити, що між ГЕС Фуніл та Simplício розміщена насосна станція Santa Cecilia, котра задіяна у подачі ресурсу до сточища іншої річки для використання в роботі ГЕС Nilo Peçanha.
Долину річки перекрили арковою бетонною греблею висотою 85 метрів, довжиною 385 метрів та товщиною по гребеню 3,6 метра, яка потребувала для свого спорудження 270 тис. м3 бетону. Вона утримує водосховище з площею поверхні 40 км2 та об'ємом 8,9 млрд м3 (корисний об'єм 6,2 млрд м3), для якого в процесі експлуатації нормальним є знаходження рівня поверхні між позначками 444 та 466,5 метра НРМ.
Зі сховища вода подається до пригреблевого машинного залу, обладнаного трьома турбінами типу Френсіс потужністю по 72 МВт, які працюють при напорі 67 метрів.
Видача продукції відбувається за допомогою ЛЕП, розрахованої на роботу під напругою 138 кВ.